# توماس مكينلي
توماس مكينلي هو سياسي أسترالي، ولد في 19 مارس 1888، وتوفي في 8 يوليو 1949. نشط حزبياً في حزب العمال الأسترالي. وقد انتخب عضو مجلس نواب تسمانيا ‏.